# Streptocaulon sylvestre
Streptocaulon sylvestre är en oleanderväxtart som beskrevs av Robert Wight. Streptocaulon sylvestre ingår i släktet Streptocaulon och familjen oleanderväxter. Inga underarter finns listade i Catalogue of Life.